# South Connellsville
South Connellsville est un borough situé au nord de la partie centrale du comté de Fayette, en Pennsylvanie, aux États-Unis,. En 2010, il comptait une population de 1 970 habitants. Il est incorporé le 15 novembre 1910.

## Démographie
Lors du recensement de 2010, le borough comptait une population de 1 970 habitants. Elle est estimée, en 2019, à 807 habitants.

### Source de la traduction
- (en) Cet article est partiellement ou en totalité issu de l’article de Wikipédia en anglais intitulé « South Connellsville, Pennsylvania » (voir la liste des auteurs).